# Kabinet-Van Tienhoven
Het kabinet-Van Tienhoven was een liberaal Nederlands kabinet dat regeerde van 21 augustus 1891 tot en met 9 mei 1894.
Dit liberale kabinet wordt gevormd na de verkiezingen van 1891, waarbij 'rechts' haar meerderheid verliest. Het kabinet streeft naar uitbreiding van het mannenkiesrecht. Minister Johannes Tak van Poortvliet komt hiertoe met een wetsvoorstel dat het echter niet haalt. Het lukt minister Pierson wel een belangrijke belastingherziening door te voeren.
Nadat een amendement-De Meijier op het kiesrechtvoorstel is aangenomen, waarin de eisen waaraan een kiezer moet voldoen zijn aangescherpt, trekt Tak zijn voorstel in. De Tweede Kamer wordt vervolgens ontbonden. Omdat de aanhangers van Tak (de Takkianen) bij de verkiezingen een nederlaag lijden, treedt het kabinet af. Minister Gijsbert van Tienhoven, die het niet eens is met de intrekking van het wetsontwerp en de ontbinding neemt al eerder ontslag.

## Bijzonderheden
Minister Seyffardt van Oorlog komt in conflict met koningin-regentes Emma over de benoeming van enkele hofdignitarissen/officieren.
Het Kiesrechtvoorstel van Tak van Poortvliet behelst dat alle mannen die kunnen lezen en schrijven het kiesrecht krijgen. Een schrijfproef moet daarover uitsluitsel geven. Velen vrezen dat hierdoor ook landlopers en bedelaars kiesrecht krijgen. Daarom voegt Tak als extra eis toe, dat een kiezer tevens een vaste woning moet hebben. Ook dat gaat veel Kamerleden niet ver genoeg. Daarom komt het liberale Kamerlid De Meijier met een amendement, waardoor zal worden bepaald dat een huis minstens twee kamers moet hebben. Hoewel Tak het amendement niet onaanvaardbaar had verklaard, trekt hij na aanneming ervan zijn wetsvoorstel in.
Tak ontbindt, daartoe gemachtigd door de koningin-regentes, de Tweede Kamer. Bij de hierop volgende verkiezingsstrijd gaat het alleen om de vraag vóór of tegen Tak. De scheidslijn tussen die voor- en tegenstanders loopt dwars door alle partijen. De tegenstanders ('anti-Takkianen') behalen de overwinning (56 tegen 44 zetels).

## Ambtsbekleders
| Ambtsbekleders                                   | Ambtsbekleders                       | Ambtsbekleders                                       | Ministers / Ministerie | Ministers / Ministerie           | Termijn                                       | Partij                |
| ------------------------------------------------ | ------------------------------------ | ---------------------------------------------------- | ---------------------- | -------------------------------- | --------------------------------------------- | --------------------- |
|                                                  | G. (Gijsbert) van Tienhoven          | mr. G. (Gijsbert) van Tienhoven (1841–1914)          | Voorzitter             | Voorzitter                       | 21 augustus 1891 – 21 maart 1894 (afgetreden) | O (Oud- Liberaal)     |
| Minister                                         | G. (Gijsbert) van Tienhoven          | mr. G. (Gijsbert) van Tienhoven (1841–1914)          | Buitenlandse Zaken     |                                  | 21 augustus 1891 – 21 maart 1894 (afgetreden) | O (Oud- Liberaal)     |
| Minister                                         |                                      | J.C. Jansen                                          | Buitenlandse Zaken     | J.C. Jansen (1840–1925)          | 21 maart 1894 – 9 mei 1894 (waarnemend)       | LU                    |
|                                                  | J.P.R. (Johannes) Tak van Poortvliet | mr. J.P.R. (Johannes) Tak van Poortvliet (1839–1904) | Minister               | Binnenlandse Zaken               | 21 augustus 1891 – 9 mei 1894                 | LU                    |
|                                                  | N.G. (Nicolaas) Pierson              | mr. N.G. (Nicolaas) Pierson (1836–1909)              | Minister               | Financiën                        | 21 augustus 1891 – 9 mei 1894                 | LU                    |
|                                                  | H.J. (Hendrik Jan) Smidt             | mr. H.J. (Hendrik Jan) Smidt (1831–1917)             | Minister               | Justitie                         | 21 augustus 1891 – 9 mei 1894                 | LU                    |
|                                                  | C. Cornelis Lely                     | C. (Cornelis) Lely (1854–1929)                       | Minister               | Waterstaat, Handel en Nijverheid | 21 augustus 1891 – 9 mei 1894                 | LU                    |
|                                                  | A.L.W. Seyffardt                     | kolonel A.L.W. Seyffardt (1840–1909)                 | Minister               | Oorlog                           | 21 augustus 1891 – 9 mei 1894                 | O (Sociaal- Liberaal) |
|                                                  | J.C. Jansen                          | J.C. Jansen (1840–1925)                              | Minister               | Marine                           | 21 augustus 1891 – 9 mei 1894                 | LU                    |
|                                                  | W.K. (Willem Karel) baron van Dedem  | mr. W.K. (Willem Karel) baron van Dedem (1839–1895)  | Minister               | Koloniën                         | 21 augustus 1891 – 9 mei 1894                 | LU                    |
| Bron: Kabinet-Van Tienhoven Parlement & Politiek |                                      |                                                      |                        |                                  |                                               |                       |

Schimmelpenninck ·
De Kempenaer-Donker Curtius ·
Thorbecke I ·
Van Hall-Donker Curtius ·
Van der Brugghen ·
Rochussen ·
Van Hall-Van Heemstra ·
Van Zuylen van Nijevelt-Van Heemstra ·
Thorbecke II ·
Fransen van de Putte ·
Van Zuylen van Nijevelt ·
Van Bosse-Fock ·
Thorbecke III ·
De Vries-Fransen van de Putte ·
Heemskerk-Van Lynden van Sandenburg ·
Kappeyne van de Coppello ·
Van Lynden van Sandenburg ·
Heemskerk Azn. ·
Mackay ·
Van Tienhoven ·
Röell ·
Pierson ·
Kuyper ·
De Meester ·
Heemskerk ·
Cort van der Linden ·
Ruijs de Beerenbrouck I ·
Ruijs de Beerenbrouck II ·
Colijn I ·
De Geer I ·
Ruijs de Beerenbrouck III ·
Colijn II ·
Colijn III ·
Colijn IV ·
Colijn V ·
De Geer II ·
Gerbrandy I ·
Gerbrandy II ·
Gerbrandy III ·
Schermerhorn-Drees ·
Beel I ·
Drees-Van Schaik ·
Drees I ·
Drees II ·
Drees III ·
Beel II* ·
De Quay ·
Marijnen ·
Cals ·
Zijlstra* ·
De Jong ·
Biesheuvel I ·
Biesheuvel II* ·
Den Uyl ·
Van Agt I ·
Van Agt II ·
Van Agt III* ·
Lubbers I ·
Lubbers II ·
Lubbers III ·
Kok I ·
Kok II ·
Balkenende I ·
Balkenende II ·
Balkenende III* · 
Balkenende IV ·
Rutte I ·
Rutte II · 
Rutte III ·
Rutte IV ·  
Schoof

* rompkabinet